# Poremba
Poremba – dzielnica Zabrza, ustanowiona 18 października 2021 roku.

## Położenie

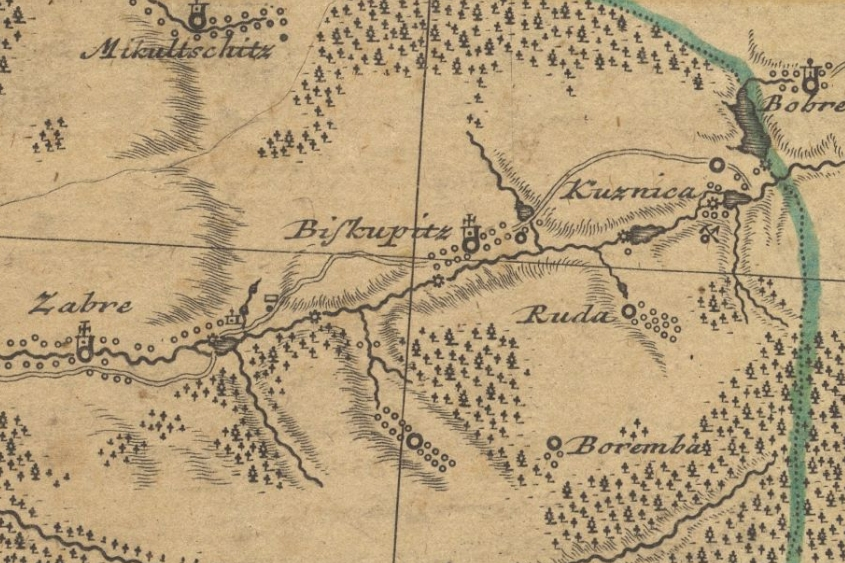
Mapa Principatvs Silesiae Rattiboriensis nova et exactissima Tabula geographica z zaznaczoną miejscowością Boremba (1736)

Dzielnica Poremba ma powierzchnię 0,6 km², znajduje się na wschodzie miasta przy jego granicy. Od zachodu granicy z dzielnicą Zaborze Północ, od południa z dzielnicą Zaborze Południe, natomiast od północy i wschodu Zaremba graniczy z Rudą Śląską. Granice dzielnicy przebiegają wzdłuż ulic: Jana Pyki (od wschodu), w poprzek ulicy ks. Antoniego Korczoka (od zachodu) Stanisława Struzika (od północy), Jana Pawła II (od południa). Dzielnica obejmuje obszar pięciu ulic: Jana Pyki, ks. Antoniego Korczoka 76-98 numery parzyste, ks. Antoniego Korczoka 83-91 numery nieparzyste, ks. Pawła Janika 11-21a nieparzyste, ks. Pawła Janika 14-30b numery parzyste, Stanisława Struzika, Wolności 502-586 parzyste, Wolności 545-547 numery nieparzyste.

## Historia
Nazwa pochodzi od słowa „poręba” – wykarczowanego obszaru w lesie. Pierwsza wzmianka o Porembie pojawia się na mapie Johanna Homanna z 1736 roku, gdzie zapisano jej nazwę jako Boremba. W źródle z 1830 roku została wymieniona jako folwark, który funkcjonował także w XVIII wieku, przynależał do Zaborza. Porembę nazywano Zaborzem II lub kolonią Zaborze-Poremba. W 2. połowie XIX wieku w Porembie wybudowano linię kolejową, która połączyła ją z Gliwicami (stacja Zabrze Wschód w Zaborzu; linia została zlikwidowana w 1999 roku). W miejscu obecnego ronda przy ul. Wolności znajdował się szyb Edward o głębokości 120 m, należał do Kopalni Węgla Kamiennego Zabrze-Bielszowice. Historyczna Poremba obejmowała również m.in. rejon nieistniejących ulic Piekarskiej i Bielszowickiej (obecnie Zaborze Południe), zabudowania tego obszaru zostały wyburzone pod budowę Drogowej Trasy Średnicowej. Na miejscu historycznych familoków wzniesiono mieszkalne wieżowce.
Dzielnica została utworzona na mocy uchwały rady miasta Zabrze z 18 października 2021 roku poprzez wydzielenie jej z terenu dzielnicy Zaborze Północ.

## Architektura
Zabytki:
- drewniany kościół św. Jadwigi, poświęcony w 1929 roku[5], wpisany do rejestru zabytków nieruchomych województwa śląskiego wraz z cmentarzem i ogrodzeniem[16]

Pozostałe obiekty:
- filia nr 17 Miejskiej Biblioteki Publicznej w Zabrzu[17]
- Zespół Szkół Ogólnokształcących nr 14[18]
- Przedszkole nr 16[19]
- Sala Królestwa Świadków Jehowy[20][21]

## Galeria

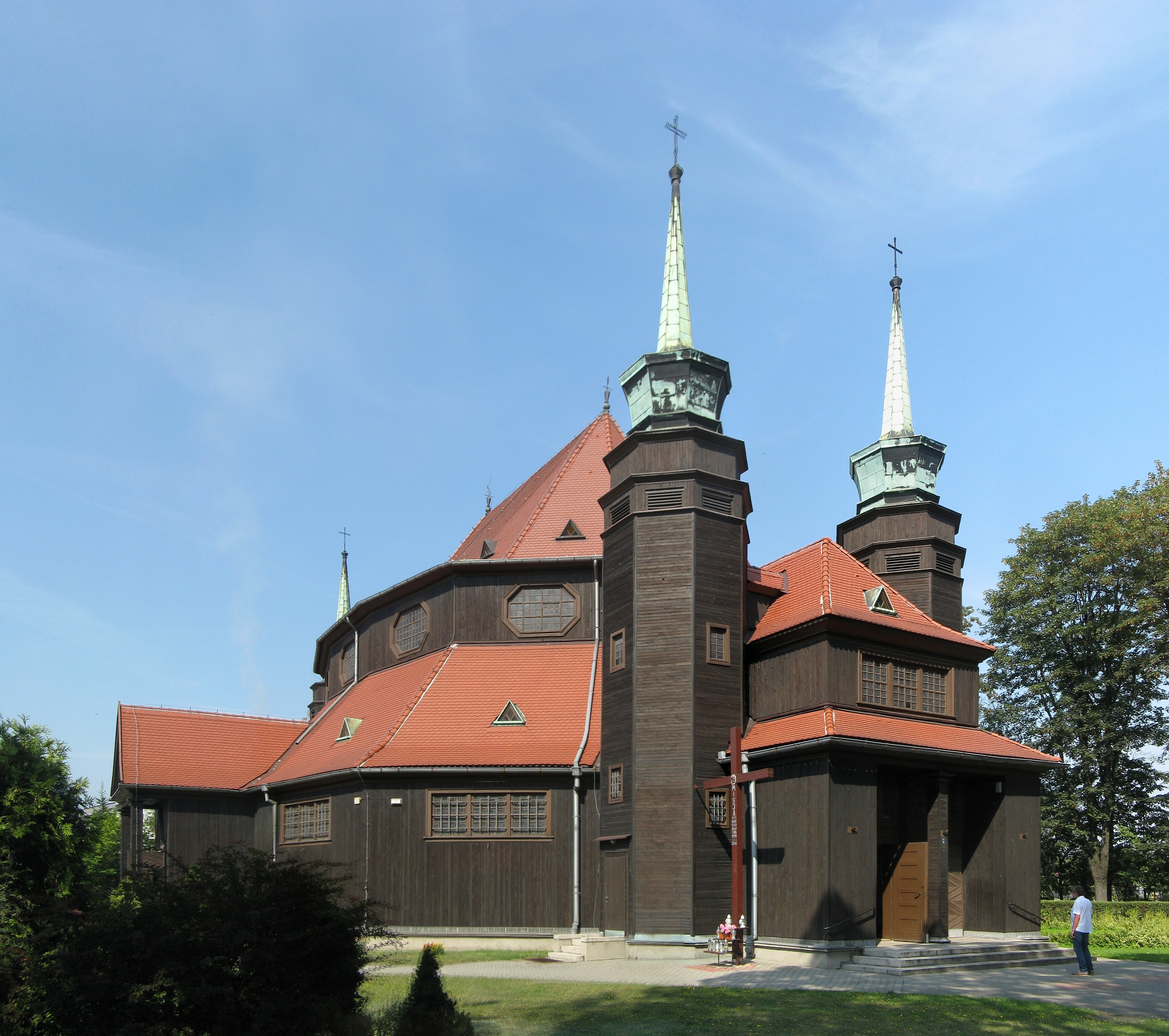
Kościół św. Jadwigi (2018)
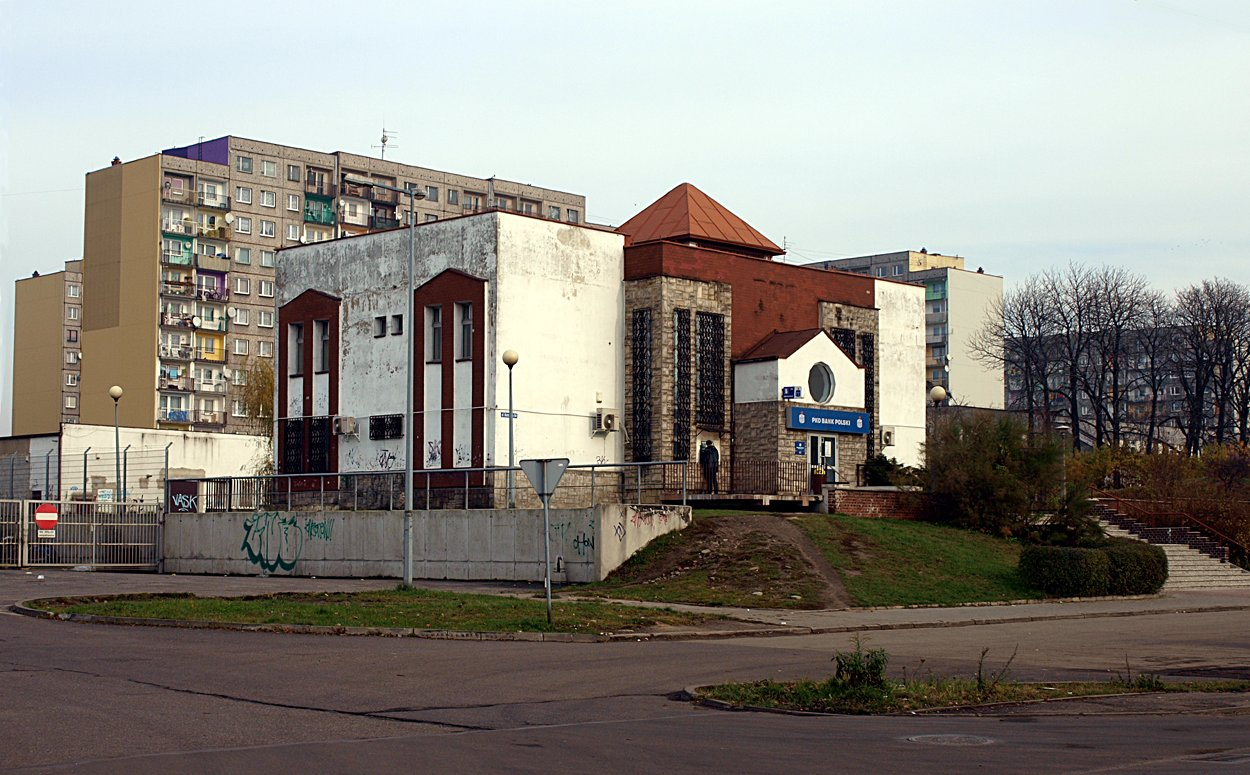
Bank przy ul. ks. A. Korczoka (2009)
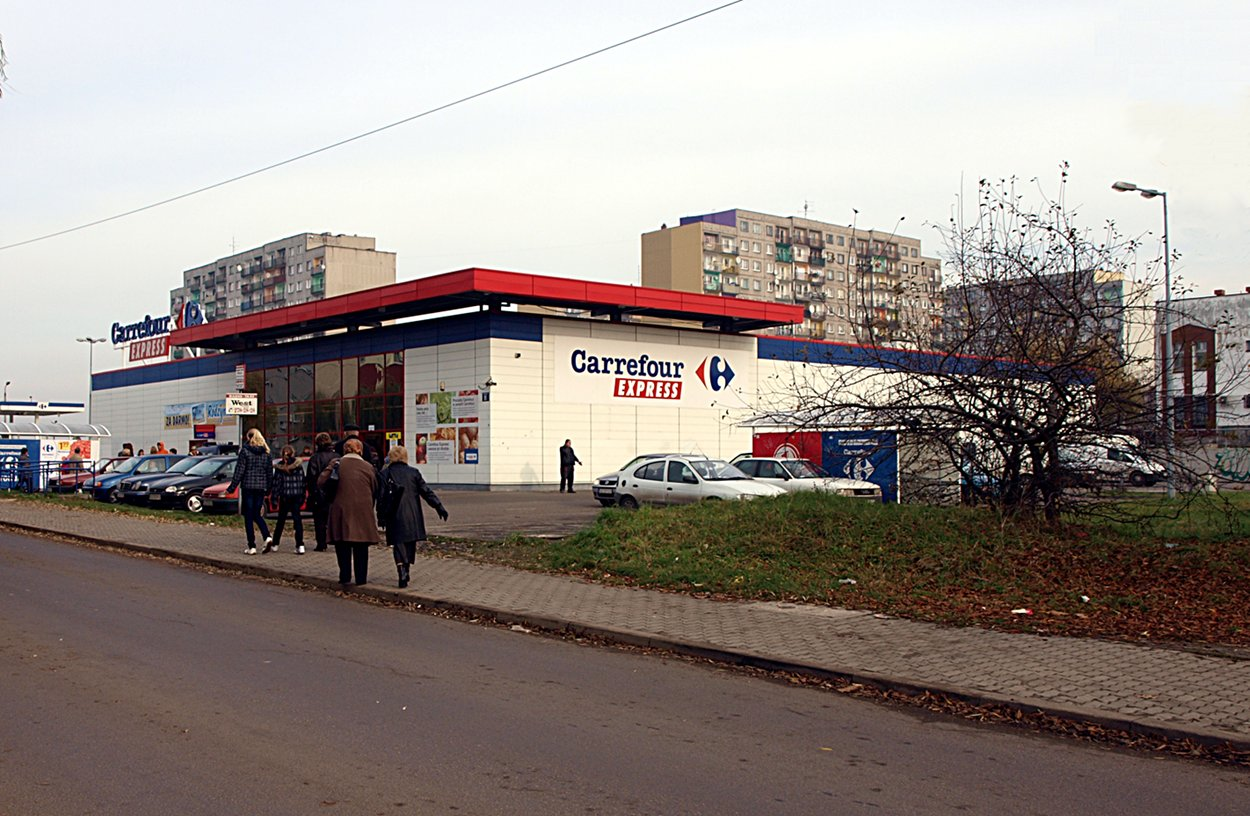
Carrefour Express przy ul. ks. P. Janika (2009)
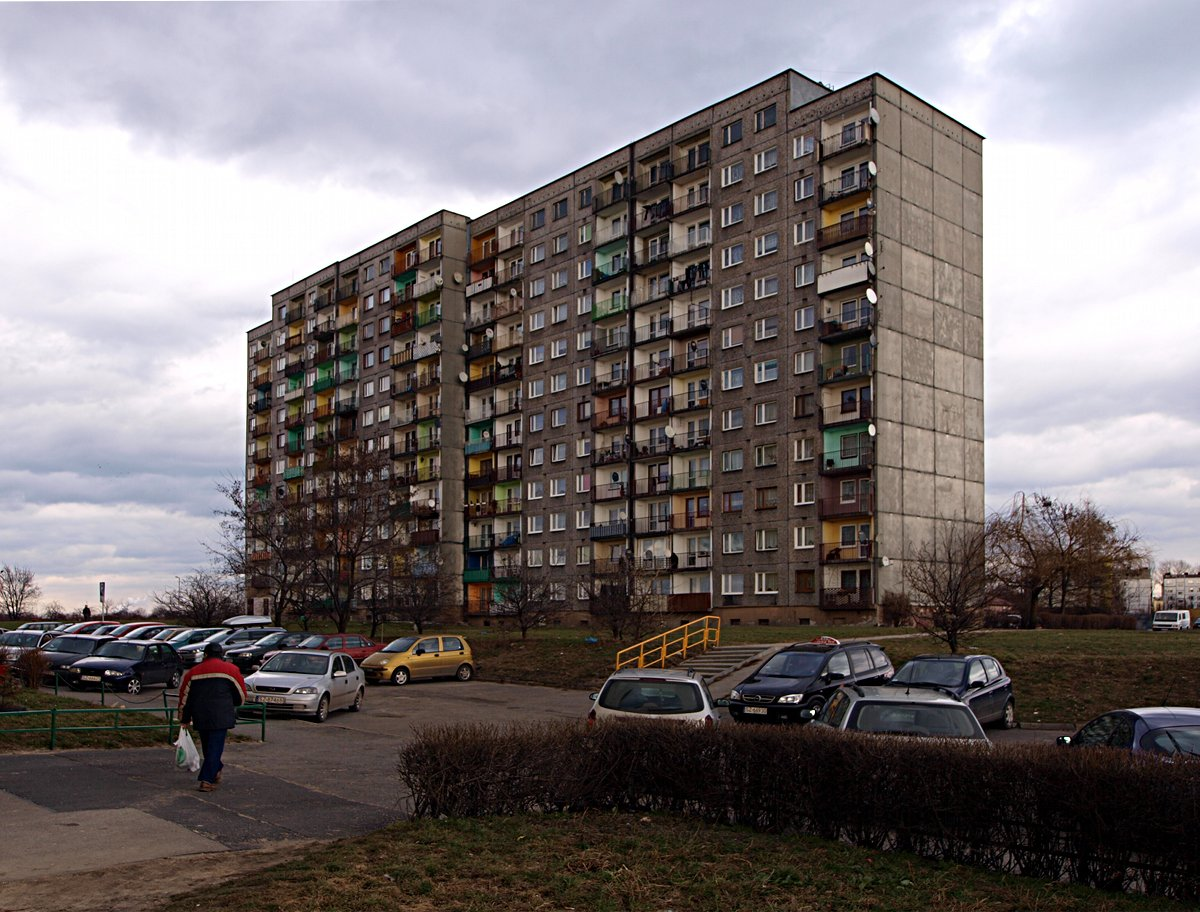
Blok z wielkiej płyty przy ul. J. Pyki (2010)
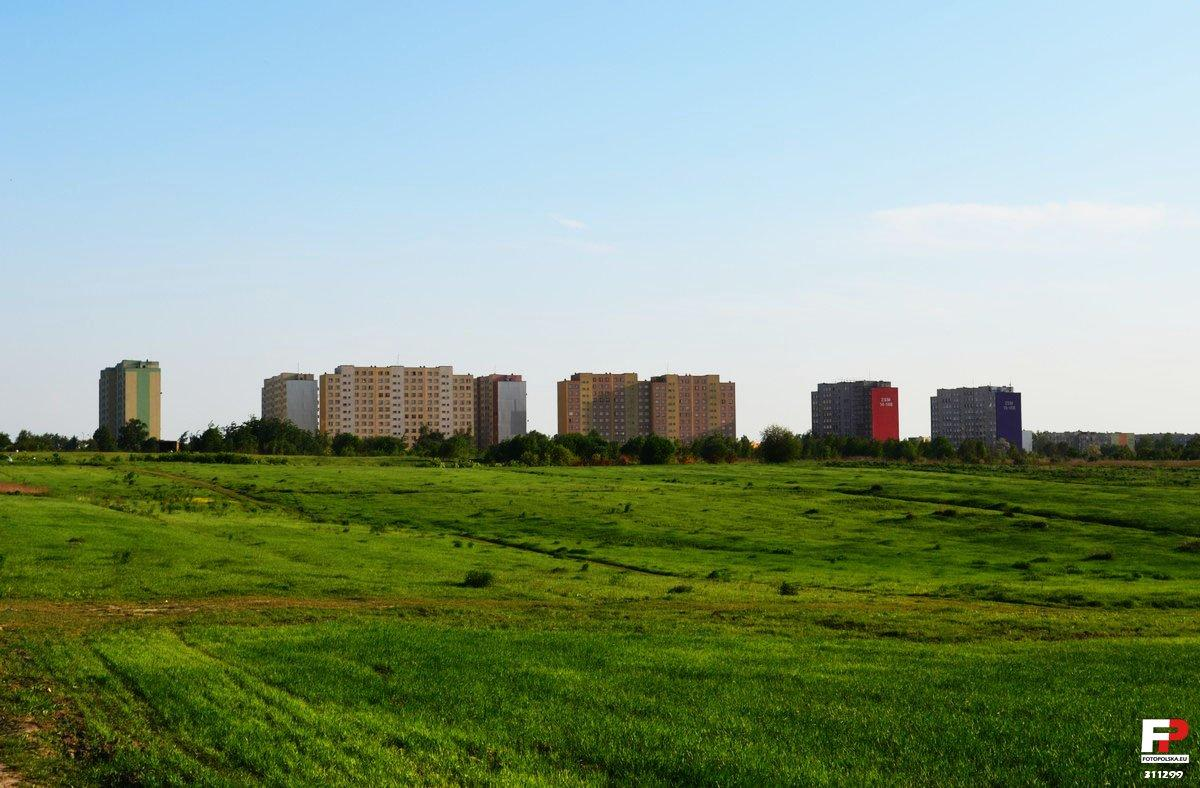
Bloki mieszkalne przy ul. S. Struzika (2012)
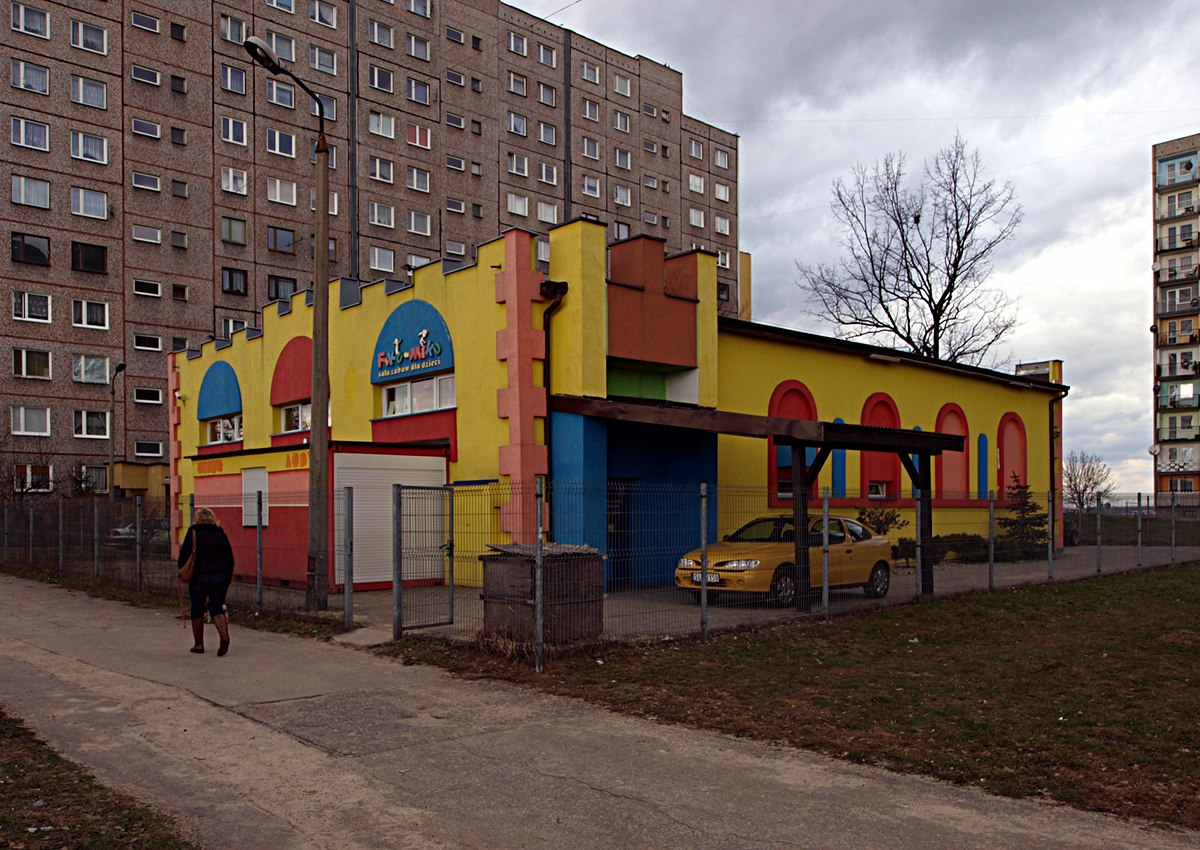
Sala zabaw dla dzieci przy ul. S. Struzika (2010)
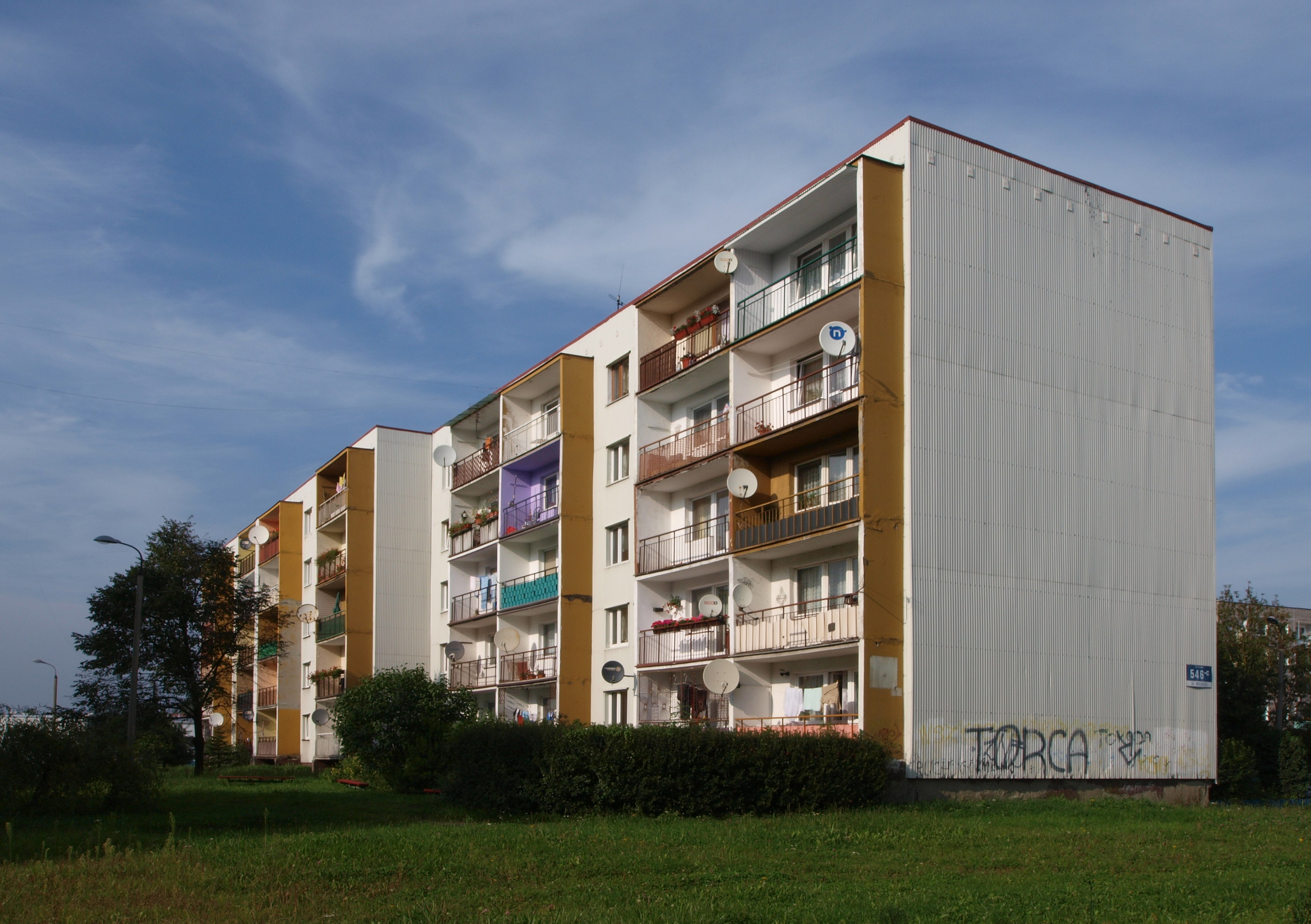
Bloki mieszkalne przy ul. Wolności (2010)
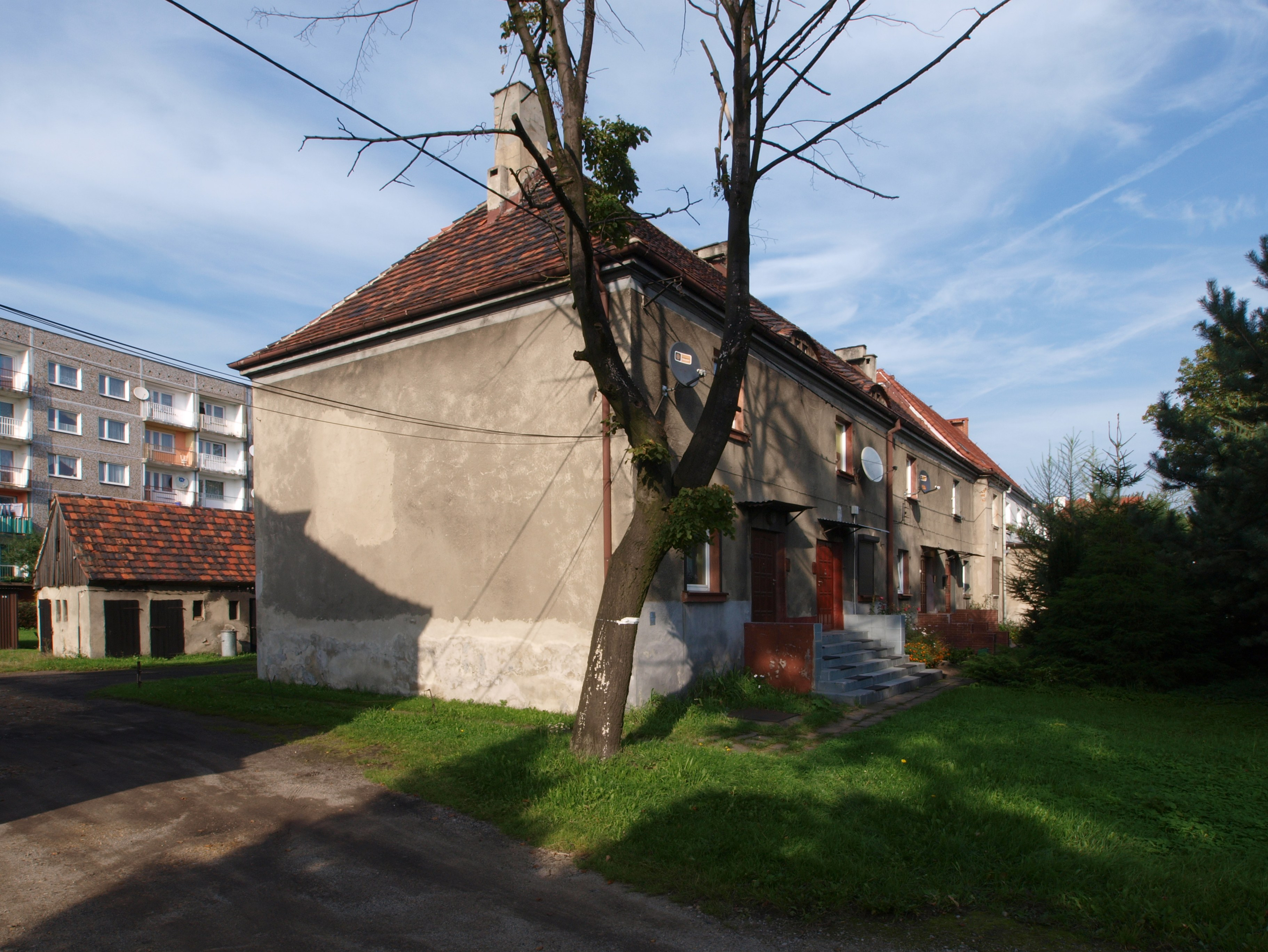
Domy wielorodzinne przy ul. Wolności (2010)